# 武生トンネル

武生トンネル（たけふトンネル）は、福井県越前市と南条郡南越前町を結ぶトンネル。

## 概要
1958年（昭和33年）10月27日に武生有料道路の一部として供用を開始し、1972年（昭和47年）12月27日に償還が完了したことにより国道8号の一部となった。隣接して8号防災の一部として新武生トンネルが1978年（昭和53年）11月に供用し敦賀方面車線が分離され、武生トンネルは福井方面の車線のトンネルとなった。